# グラミン銀行
グラミン銀行（グラミンぎんこう、ベンガル語: গ্রামীণ ব্যাংক、英語: Grameen Bank）は、バングラデシュにある銀行、マイクロファイナンス機関である。
「グラミン」という言葉は「村（グラム）」という単語に由来する。本部はバングラデシュの首都ダッカ。ムハマド・ユヌスが1983年に創設した。マイクロクレジットと呼ばれる貧困層を対象にした比較的低金利の無担保融資を主に農村部で行っている。銀行を主体として、インフラ・通信・エネルギーなど、多分野で「グラミン・ファミリー」と呼ばれるソーシャル・ビジネスを展開している。2006年、同銀行はムハマド・ユヌスと共にノーベル平和賞を受賞した。

## 歴史
グラミン銀行の起源はチッタゴン大学教授であったムハマド・ユヌスが銀行サービスの提供を農村の貧困者に拡大し、融資システムを構築するための可能性について調査プロジェクトを立ち上げたことにさかのぼることができる。銀行の創設者であるムハマド・ユヌスは、アメリカのヴァンダービルト大学で経済博士号を取得した。1974年、バングラデシュで飢饉があった際、ユヌスは42の家族に総額27ドルという小額の融資をした。それは高金利のローンによる圧迫で、売り物のための小額の支出にも金貸しに頼らざるを得ないという負担を無くすためである。ユヌスは、そのような（金利は一般銀行の数分の1の年率20％と低く、複利ではなく単利である。利子の総額は元本を上回ることがない。）小額融資を多くの人が利用できるようにすることで、バングラデシュの農村にはびこる貧困に対して良い影響を及ぼせると考えた。

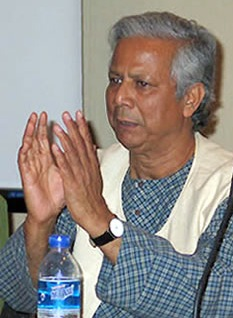
グラミン銀行総裁、ムハマド・ユヌス

ユヌスとチッタゴンにあるバングラデシュ大学の地方経済プロジェクト、貧困者向けの金融サービス拡大理論の実証調査として銀行は始められた。1976年に、ジョブラ村を代表とする大学周辺の村が、グラミン銀行からサービスを受ける最初の地域となった。銀行は成功し、プロジェクトはバングラデシュ中央銀行の支援もあって首都ダッカの北方にあるタンガイル県でも1979年に始められた。銀行の成功は続き、バングラデシュの各地に広がるのにそれほど時間を必要としなかった。1983年10月2日のバングラデシュの政令によって、プロジェクトは独立銀行になった。1998年のバングラデシュ洪水で同行の返済率は打撃を被ったが、システムの改良によってその後数年のうちに回復した。銀行は今日全域に拡大し続け、農村の貧困者に小規模ローンを提供している。その成功を受け、40カ国以上で類似のプロジェクトがなされるようになり、世界銀行がグラミンタイプの金融計画を主導するようになった。
銀行は複数のドナーから資金提供を受けていたが、主要な提供者は時間とともに変化した。初期には、非常に低い利率でドナー機関から資本の大半を提供されていた。1990年代半ばには、バングラデシュ中央銀行から資本の大部分を得るようになった。最近は、資金調達のために債券を発行している。債券はバングラデシュ政府より保証、援助されているが、なお公定歩合を上回った利率で売られている。
グラミン銀行の特徴はそれが銀行の貧しい借り手によって所有されることである。そのほとんどは女性である。借り手が銀行の総資産の90%を所有し、残りの10%はバングラデシュ政府が所有している。2009年5月現在、銀行の借り手は787万を越え、2003年の312万人から2倍以上となった。その内97％が女性である 。銀行の成長は、カバーする村の数でも確認できる。2009年5月現在、銀行の支店がある村は2003年の43,681村から、84,388村まで増え、2,556の支店に23,445人以上の従業員がいる。銀行は総額約4515億8000万タカ（約80億7000万ドル）を貸付、約4016億タカ（約71億6000万ドル）は返済されている。銀行は、1998年の95%の返済率から上昇し、97.86%になったと主張している。
2011年3月2日、バングラデシュ中央銀行は、銀行創設者であるムハマド・ユヌス総裁を解任したことを発表したが、権限がない為に、2022年現在も彼は総裁である（辞任もしていない）。バングラディッシュ首相のシェイク・ハシュナ側による「攻撃」や「意向が働いた」との見方があるが、2019年には逮捕状を出し、2024年1月1日にバングラディッシュの裁判所はムハマド・ユヌスに禁固6ヶ月の判決を言い渡した。
2018年には、日本の芸能事務所の吉本興業とグラミン銀行の総裁で社会起業家のムハマド・ユヌスとの共同出資でソーシャルビジネスによる地方創生をめざすユヌス・よしもとソーシャルアクション株式会社(yySA)を設立した。
グラミン銀行は2020年以降、ハシナ首相が指名した経営陣が運営している。

## システム
グラミン銀行では、貧困層向けに事業資金を融資し、生活の質の向上を促す活動を行っている。バングラデシュにおいては「16の決意」と呼ばれる価値観を広めている。グラミン銀行の全ての支店で借り手は16の決意を暗唱し、守ることを誓う。その結果、借り手は良い社会習慣を受け入れるようになる。16の決意を採用するようになってから、ほとんど全ての借り手が学齢に達した子どもを入学させるようになった。このような行動は社会の変化を促し、次世代の教育にもつながっている。
メンバーになるには、土地無しか、0.5エーカー（2,023.42821平方メートル）未満の耕作地しかもっていないことが条件である。
銀行は顧客に対し担保を求めない代わりに、顧客5人による互助グループをつくることが条件として求められる。これは、それぞれが他の4人の返済を助ける義務があるが、連帯責任や連帯保証ではなく、他のメンバーに本人に代わっての支払いの義務は生じない仕組みである。しかし、実際にはしばしばグループのメンバーが返済できないメンバーの肩代わりをすることがある。銀行はそのような行動を借金を重ねることの無いよう方針として是認している。銀行と借り手の間には法的な文書の契約はなく、システムは信頼を基礎として機能している。融資以外にも不慮の出来事が起こることに備え、緊急基金やグループ基金の形で定期的に預金することをメンバーに求めている。得られた利益の全額が災害時のための基金にまわされる。大規模商業銀行では女性が融資を受けることができず、グラミン銀行が女性に焦点を当てているため、借り手の97％が女性である 。グラミン銀行は、5000万人近くのバングラデシュの顧客の半数以上が絶対的貧困から脱出し、学齢期の子どもは全て学校に通い、全ての世帯が一日三回食事をし、清潔な水を飲み、衛生的なトイレと雨漏りしない家を持ち、ローンを週に300タカ返せるようになっていると主張している。

## ノーベル平和賞
グラミン銀行はバングラデシュ独立記念日賞をはじめとする多くの賞を受賞しているが、最も大きな業績は2006年10月13日にあった。グラミン銀行と創設者のムハマド・ユヌスに2006年のノーベル平和賞が与えられた。受賞理由は「底辺からの経済的および社会的発展の創造に対する努力」である。
グラミン銀行は、世界中で次々に生まれてきたマイクロクレジット分野の多くの組織のアイデアと事業モデルの源になっている。代表としてモサマト・タスリマ・ベグム（1992年に銀行からヤギを買うための約20ドルを借り、その後成功して取締役の1人となった）がオスロ市庁舎で賞を受け取った。グラミン銀行は、ノーベル平和賞を受賞した最初の企業となった。ノルウェー・ノーベル委員会の議長のオーレ・ダンボルト・ミョース教授は、グラミン銀行とムハマド・ユヌスに賞を与えることによって、イスラム世界との対話に関して、女性の見方に関して、そして、貧困との戦いに関して注意を向けることを望むと言及している。ノーベル賞発表は、バングラデシュで熱狂とともに祝われた 。一部の批評家は、賞が新自由主義を支持していると主張した。

## 評価及び問題点
世界銀行の研究ではマイクロクレジットは女性が財産の管理をすることでエンパワーメントを持ち、意思決定能力が向上すると結論付けられたが、一部の経済学者からはマイクロクレジットと女性のエンパワーメントに直接の関係はないとする説もでている。グラミン銀行の発表している98%という高い返済率について、ウォールストリート・ジャーナルは2001年11月時点で同銀行の提供しているローンの5分の1が返済期間を1年以上過ぎており、グラミン銀行の用いた返済率の計算基準は疑わしいとした。
低金利融資とはいえ、金利は年率20％近くであり日本におけるノンバンク系金融機関（グレーゾーン金利が撤廃された場合の最大年率20％）と数値的には大差がないように見える。
しかしながらバングラデシュにおける貧困層向け高利貸の金利は年率100％、200％とも言われており、バングラデシュの物価上昇率（10.3％（2005年度））を考えると低く抑えているといえる（日本の物価上昇率0.6％（2006年度）、0.8％（2007年度見通し））。また、商業銀行とは違いグラミン銀行のローンは複利ではなく単利である。利子の総額は元本を上回ることがない。

### 戦うメンバープログラム
今までグラミン銀行は特徴であるグループ貸付によって、物乞いなど社会から排除された貧困層をカバーできていない点を指摘する声があった。2003年に、グラミン銀行は新しいプログラムを始めた。それは伝統的なグループ貸付の手法ではなく、バングラデシュの乞食のみを対象としたものである。このプログラムは今までよりも小規模なローンを乞食に貸し付ける。既存のルールは適用されず、ローンは完全に無利子である。返済期間は任意で長く設定できる。さらに、借り手は無料で生命保険に入ることができる。銀行は、借り手に物乞いをやめるよう強制しない。借り手はバッジを付けることで、グラミン銀行から融資を受けていることをアピールする。ユヌスは著書でおよそ10万人以上が9500万タカを借り、6300万タカが返済されていると主張している。

## 一般社団法人・グラミン日本
2018年9月18日に官僚OBや有志メンバーが中心となり、一般社団法人グラミン日本を創立をした。
「貧困のない、誰もが活き活きと生きられる社会」の実現のために、シングルマザーを中心とした困難を抱える女性の方々などに対し、就労や起業(小商い)のための、マイクロファイナンス(少額融資)を展開する団体。